# Choi Eun-sung
Choi Eun-sung (en coreano: 최은성; nacido el 5 de abril de 1971 en Hanam, Gyeonggi) es un exfutbolista y actual entrenador surcoreano. Jugaba de guardameta y su último club fue el Jeonbuk Hyundai Motors de Corea del Sur. Actualmente es entrenador de arqueros en Shanghái Shenhua de la Superliga de China.
Choi desarrolló la mayor parte de su carrera en Daejeon Citizen. Además, fue internacional absoluto por la Selección de fútbol de Corea del Sur y disputó la Copa Mundial de la FIFA 2002.
El 9 de octubre de 2002, Choi se transformó en el primer guardameta en convertir un gol en la Liga de Campeones de la AFC; fue ante Monte Carlo, en un partido que culminaría 5-1 a favor de Daejeon Citizen.
En febrero de 2012, justo antes de la campaña liguera de ese año, Choi solicitó extender el contrato con Daejeon por una temporada más, pero la junta directiva rechazó tajantemente su propuesta. En consecuencia, tuvo que abandonar Daejeon y convertirse en agente libre después de rechazar un nuevo acuerdo con el club. El 23 de marzo de 2012, Choi se unió a Jeonbuk Hyundai Motors en un contrato por un año.

## Trayectoria

### Clubes como futbolista
| Club                      | País          | Año         |
| ------------------------- | ------------- | ----------- |
| Kookmin Bank              | Corea del Sur | 1995        |
| Sangmu (servicio militar) | Corea del Sur | 1995 - 1996 |
| Daejeon Citizen           | Corea del Sur | 1997 - 2011 |
| Jeonbuk Hyundai Motors    | Corea del Sur | 2012 - 2014 |

### Selección nacional como futbolista
| Selección | País          | Año         |
| --------- | ------------- | ----------- |
| Absoluta  | Corea del Sur | 2001 - 2002 |

### Clubes como entrenador
| Club                                            | País          | Año             |
| ----------------------------------------------- | ------------- | --------------- |
| Daejeon Citizen (asistente)                     | Corea del Sur | 2010 - 2011     |
| Jeonbuk Hyundai Motors (entrenador de arqueros) | Corea del Sur | 2014 - 2018     |
| Dalian Yifang (entrenador de arqueros)          | China         | 2019            |
| Shanghái Shenhua (entrenador de arqueros)       | China         | 2019 - Presente |

## Estadísticas

### Como futbolista

#### Clubes
| Rendimiento de club | Rendimiento de club    | Rendimiento de club | Liga  | Liga  | Copa    | Copa    | Copa de la Liga | Copa de la Liga | Continental | Continental | Total | Total |
| Año                 | Club                   | Liga                | Part. | Goles | Part.   | Goles   | Part.           | Goles           | Part.       | Goles       | Part. | Goles |
| Corea del Sur       | Corea del Sur          | Corea del Sur       | Liga  | Liga  | KFA Cup | KFA Cup | Copa de la Liga | Copa de la Liga | Asia        | Asia        | Total | Total |
| ------------------- | ---------------------- | ------------------- | ----- | ----- | ------- | ------- | --------------- | --------------- | ----------- | ----------- | ----- | ----- |
| 1997                | Daejeon Citizen        | K League 1          | 18    | 0     |         |         | 17              | 0               | -           | -           |       |       |
| 1998                | Daejeon Citizen        | K League 1          | 17    | 0     |         |         | 16              | 0               | -           | -           |       |       |
| 1999                | Daejeon Citizen        | K League 1          | 23    | 0     |         |         | 9               | 0               | -           | -           |       |       |
| 2000                | Daejeon Citizen        | K League 1          | 25    | 0     |         |         | 8               | 0               | -           | -           |       |       |
| 2001                | Daejeon Citizen        | K League 1          | 25    | 0     |         |         | 8               | 0               | -           | -           |       |       |
| 2002                | Daejeon Citizen        | K League 1          | 24    | 0     |         |         | 1               | 0               | 4           | 1           |       |       |
| 2003                | Daejeon Citizen        | K League 1          | 37    | 0     | 3       | 0       | -               | -               | 3           | 0           | 43    | 0     |
| 2004                | Daejeon Citizen        | K League 1          | 22    | 0     | 4       | 0       | 10              | 0               | -           | -           | 36    | 0     |
| 2005                | Daejeon Citizen        | K League 1          | 22    | 0     | 0       | 0       | 11              | 0               | -           | -           | 33    | 0     |
| 2006                | Daejeon Citizen        | K League 1          | 26    | 0     | 1       | 0       | 13              | 0               | -           | -           | 40    | 0     |
| 2007                | Daejeon Citizen        | K League 1          | 24    | 0     | 1       | 0       | 8               | 0               | -           | -           | 33    | 0     |
| 2008                | Daejeon Citizen        | K League 1          | 25    | 0     | 1       | 0       | 6               | 0               | -           | -           | 32    | 0     |
| 2009                | Daejeon Citizen        | K League 1          | 24    | 0     | 4       | 0       | 4               | 0               | -           | -           | 32    | 0     |
| 2010                | Daejeon Citizen        | K League 1          | 12    | 0     | 0       | 0       | 1               | 0               | -           | -           | 13    | 0     |
| 2011                | Daejeon Citizen        | K League 1          | 28    | 0     | 1       | 0       | 0               | 0               | -           | -           | 29    | 0     |
| 2012                | Jeonbuk Hyundai Motors | K League 1          |       |       |         |         |                 |                 |             |             |       |       |
| Total carrera       | Total carrera          | Total carrera       | 352   | 0     |         |         | 112             | 0               | 7           | 1           |       |       |

#### Selección nacional
Fuente:
| Selección de Corea del Sur | Selección de Corea del Sur | Selección de Corea del Sur |
| Año                        | Part.                      | Goles                      |
| -------------------------- | -------------------------- | -------------------------- |
| 2001                       | 1                          | 0                          |
| 2002                       | 0                          | 0                          |
| Total                      | 1                          | 0                          |

##### Participaciones en fases finales
| Torneo                         | Sede                  | Resultado     | Partidos | Goles |
| ------------------------------ | --------------------- | ------------- | -------- | ----- |
| Copa Confederaciones 2001      | Corea del Sur / Japón | Primera fase  | 0        | 0     |
| Copa Mundial de Fútbol de 2002 | Corea del Sur / Japón | Cuarto puesto | 0        | 0     |